# ムバンザ・ヌグング
ムバンザ・ヌグング（Mbanza-Ngungu）は、コンゴ民主共和国の最西部に位置するコンゴ中央州（バ・コンゴ州とも）の都市。人口は約10万人。マタディ・キンシャサ鉄道、コンゴ大学（en:Kongo University）がある。
1990年代にen:FARDCの駐屯地になった。
ベルギー領コンゴ時代はベルギーの実業家であるen:Albert Thysにちなんで名付けられたThysville（Thysstadとも）という名称だったが、2012年現在ではムバンザ・ヌグングになっている。

## 交通

### 鉄道
- マタディ・キンシャサ鉄道

## 教育
- コンゴ大学（Université Kongo）　ムバンザ・ヌグング キャンパス